# Cristina D'Avena e i tuoi amici in TV 15
Cristina D'Avena e i tuoi amici in TV 15 è una raccolta della cantante Cristina D'Avena pubblicata nel 2002.
L'album vede la presenza, alla traccia 14, di un brano non legato ai programmi per bambini e firmato, per la prima volta, dalla cantante in coppia con la sua storica autrice e produttrice Alessandra Valeri Manera. Tale canzone è un adattamento dell'inno per la manifestazione "Dixan Day", intitolata Dixan per la Scuola.

## Tracce
1. Magica Doremì (testo: Alessandra Valeri Manera - musica: Max Longhi, Giorgio Vanni)
2. Dragon Ball (testo: Alessandra Valeri Manera - musica: Max Longhi, Giorgio Vanni)
3. Balliamo e cantiamo con Licia (testo: Alessandra Valeri Manera - musica: Carmelo Carucci)
4. Robin Hood (testo: Alessandra Valeri Manera - musica: Carmelo Carucci)
5. Vita da streghe (testo: Alessandra Valeri Manera - musica: Max Longhi, Giorgio Vanni)
6. Mack, ma che principe sei? (testo: Alessandra Valeri Manera - musica: Gianfranco Fasano)
7. Il grande sogno di Maya (testo: Alessandra Valeri Manera - musica: Detto Mariano)
8. A scuola di magie (testo: Alessandra Valeri Manera - musica: Max Longhi, Giorgio Vanni)
9. Batman of the Future (testo: Alessandra Valeri Manera - musica: Max Longhi, Giorgio Vanni)
10. Vola mio mini pony (testo: Alessandra Valeri Manera - musica: Carmelo Carucci)
11. What's my destiny Dragon Ball (testo: Alessandra Valeri Manera - musica: Max Longhi, Giorgio Vanni)
12. Evelyn e la magia di un sogno d'amore (testo: Alessandra Valeri Manera - musica: Giordano Bruno Martelli)
13. Evviva Zorro (testo: Alessandra Valeri Manera - musica: Gianfranco Fasano)
14. I colori del cuore (testo: Alessandra Valeri Manera, Marilena Crisci, Cristina D'Avena - musica: Francesco Amato)

## Interpreti
- Cristina D'Avena (n. 1-3-4-5-6-7-8-10-12-14)
- Enzo Draghi (n. 13)
- Giorgio Vanni (n. 2-9-11)